# Provincia de Antonio Raimondi
La provincia de Antonio Raimondi es una de las veinte que conforman el departamento de Áncash en el Perú. Limita por el norte con el departamento de Huánuco, por el este y por el sur con la provincia de Huari, y por el oeste con la provincia de Carlos Fermín Fitzcarrald.

## Toponimia
El nombre del distrito honra a Antonio Raimondi, investigador, naturalista, geógrafo y explorador italiano naturalizado peruano que dedicó su vida al estudio de la flora, fauna y geología del Perú.

## Historia
Fue creada por Ley 15187, del 26 de octubre de 1964, en el primer gobierno de Fernando Belaúnde, sobre la base territorial del distrito de Llamellín, que poseía en 1956, cuando planteó la provincialización el diputado por Áncash Carlos Gonzales Loli (1900-1989). Por los primeros treinta años del siglo XX, los pobladores ciudadanos de Llamellín armaron un expediente de provincialización, de la llamada provincia La Aurora, que incluía los distritos de Uco, Pinra, Huacaybamba y como capital: Llamellín. Dicho proyecto no prosperó. Anecdóticamente, en 1942, los coronguinos al pedir la recuperación de la capitalidad provincial de Corongo, en algún momento, solicitaron que la provincia a crearse se llame Antonio Raimondi; pedido nominal que no alcanzó éxito.
Una de las principales vías de la ciudad de Llamellín lleva el nombre de Carlos Gonzales Loli, en homenaje al diputado por Áncash que el 31 de octubre de 1955 presentó el proyecto de ley de creación de la provincia de Antonio Raimondi ante la Cámara de Diputados. El 2 de noviembre del mismo año, el Dr. Gonzales Loli fundamentó la creación de la nueva provincia.

## Capital
La capital de esta provincia es la ciudad de Llamellín.

## Geografía

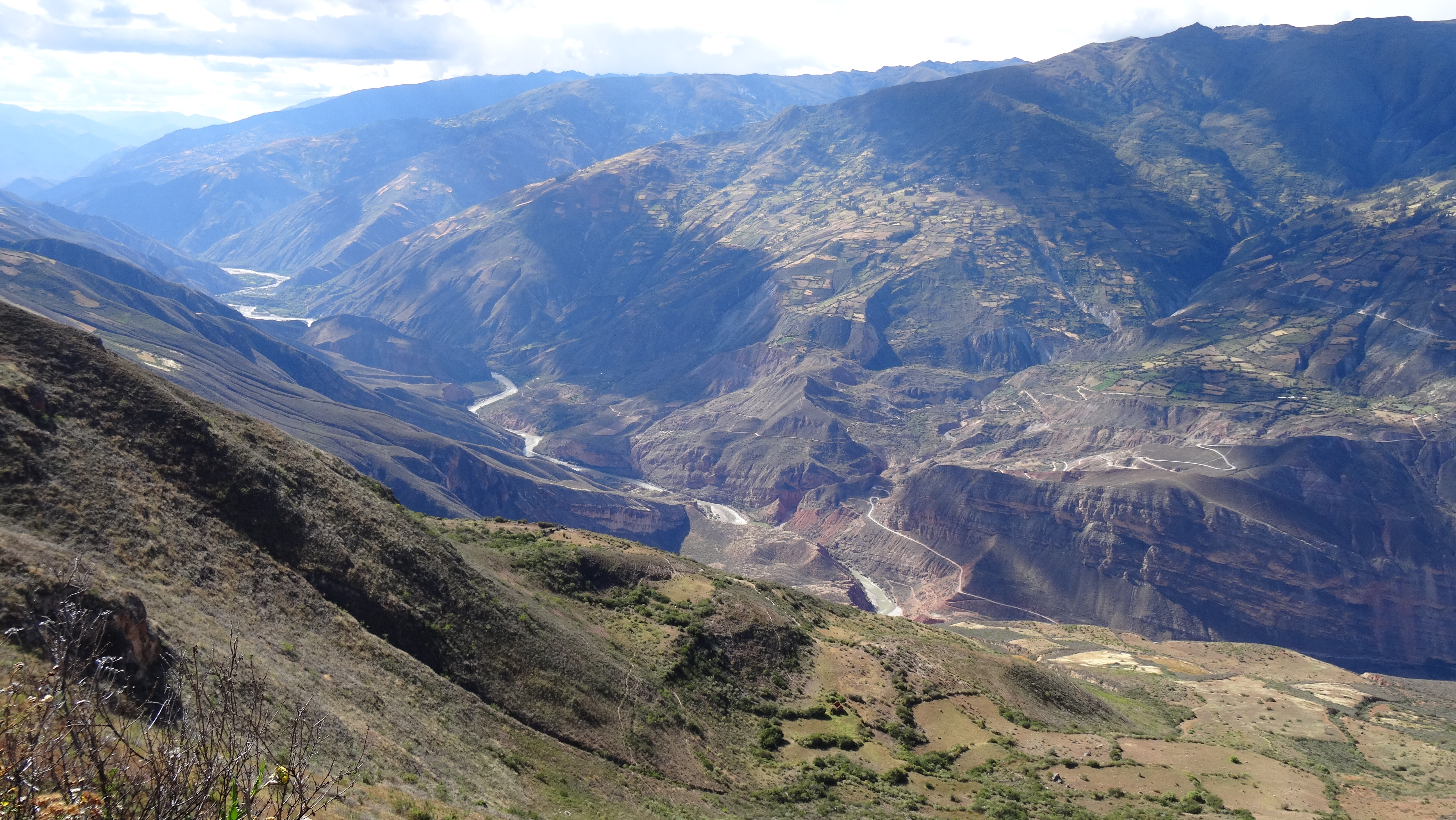
Río Marañón visto desde la montaña Yarkan, principal río de la provincia y hace de límite con el departamento de Huánuco.

Con una superficie de 562 km², su territorio se emplaza en la vertiente oriental de la cordillera Blanca dentro de la sierra oriental de Áncash. Por esta formación geológica, su relieve es montañoso en sentido noreste hasta descender a los ríos Puchka y Marañón. Estos son los principales ríos y además delimitan su área por el oeste (provincia de Huari) y noreste (departamento de Huánuco) respectivamente.
Su territorio montañoso ha sido moldeado por los ríos Shuncuy (por el suroeste) y Panoragra (hacia el noreste), siendo el primero afluente del río Puchka y el segundo afluente del río Marañón. Respecto a los últimos mencionados, el Puckha es también afluente del Marañón.

## División política

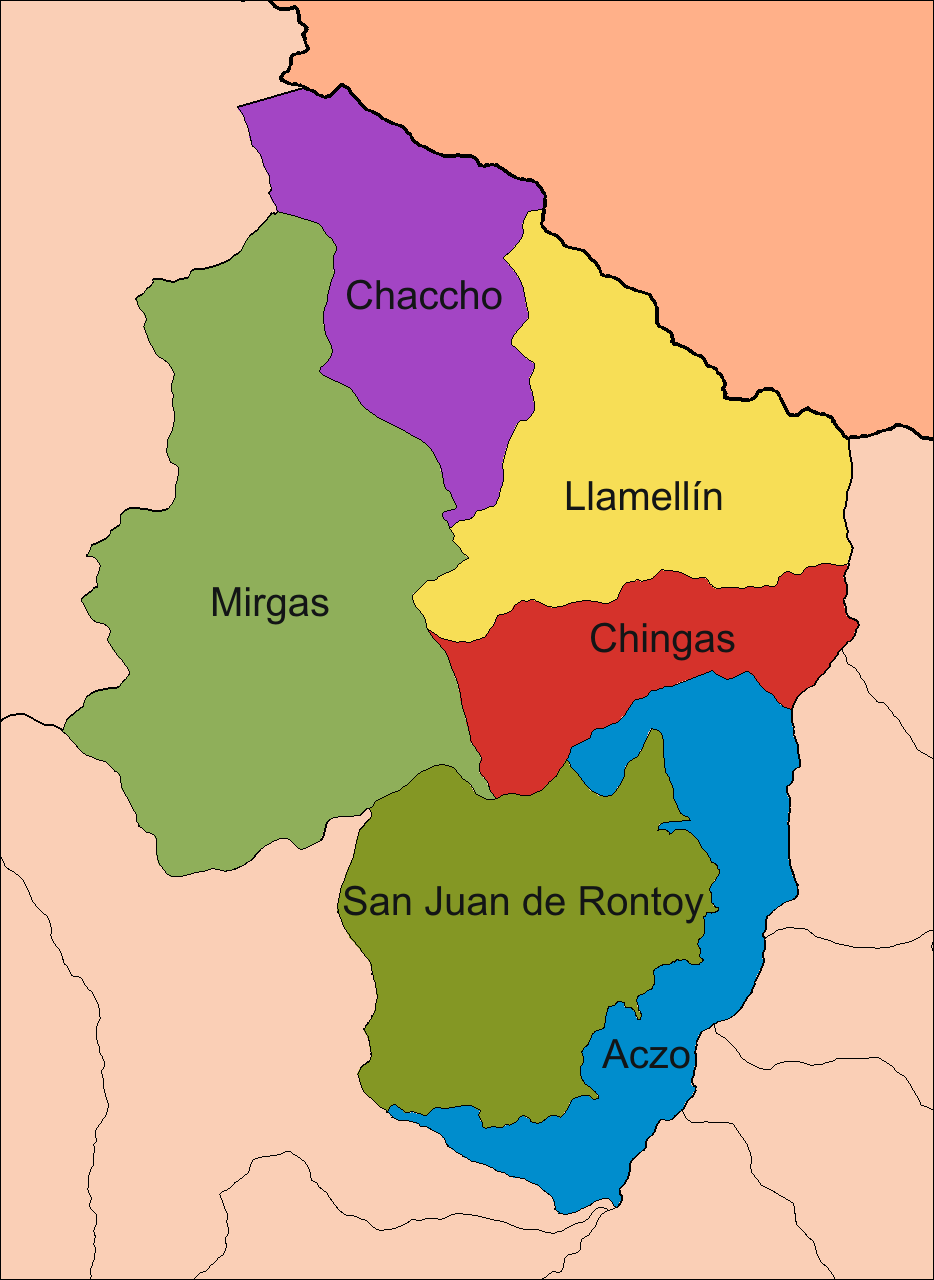
División administrativa de la provincia de Antonio Raimondi

Esta provincia se divide en seis distritos.
- Llamellín
- Aczo
- Chaccho
- Chingas
- Mirgas
- San Juan de Rontoy

## Autoridades

### Regionales
- Consejero regional
  - 2019-2022:[1] Luz Yulibeth Lizardo Villaorduña (Movimiento Acción Nacionalista Peruano)

### Municipales
- 2019-2022[1]
  - Alcalde: Jonh Gregorio Trejo, del Movimiento Acción Nacionalista Peruano.
  - Regidores:

  1. Leopoldo Román Aranda Olórtegui (Movimiento Acción Nacionalista Peruano)
  2. Yolanda Ignacia Rodríguez Flores (Movimiento Acción Nacionalista Peruano)
  3. Percy Timoteo Rodríguez Sifuentes (Movimiento Acción Nacionalista Peruano)
  4. Luz Merina Patricio Ortiz (Movimiento Acción Nacionalista Peruano)
  5. Clauro Agapito Jara Peña (Partido Democrático Somos Perú)